# 덤웨이터
덤웨이터(Dumbwaiter)는 사람이 아닌 물건을 운반하기 위한 간이 화물용 승강기 또는 리프트이다. 상업용 건물, 공공 건물 및 개인용 건물을 포함하여 현대 건축물에서 볼 수 있는 덤 웨이터는 종종 여러 층 사이에 연결된다. 레스토랑, 학교, 유치원, 병원, 도서관, 은퇴용 주택(retirement homes) 또는 개인주택 그리고 사무실, 가게, 공장이나 관공서, 복지기관 등과 같은 구내 식당이나 급식소 등지에 설치하는 리프트는 일반적으로 부엌이 종착지가 된다.
보통 소량을 위주로 하는 운반용 승강기로 용량의 종류는 보통 30 ~ 950kg짜리(최대 1톤)가 주류를 이루고 있으나 종류나 형태 등에 따라 상이하게 다르며, 식판이나 음식 및 식기류, 도서, 판매용 간이 물품 등을 위주로 운반하게 된다.
또한 덤웨이터의 버튼은 일반 승강기와 마찬가지로 전면부에 있으며, 인터폰도 함께 구비되어 있다.

## 너만보기
- 엘리베이터
- 곤돌라